# Scarabaeus aegyptiorum
Scarabaeus aegyptiorum là một loài bọ cánh cứng trong họ Bọ hung (Scarabaeidae).